# Rocs de Gairat
Els Rocs de Gairat és una formació muntanyenca al terme municipal de Conca de Dalt, dins de l'antic municipi de Claverol. És al vessant sud-occidental de la carena que s'estén al sud-est del poble de Claverol, entre l'extrem nord-oriental de la Serra, i el Tossal de Sant Martí. S'hi origina, cap al sud-oest, el barranc de la Font d'Artic, i cap al nord-oest, el barranc de Claverol. En el seu vessant meridional hi ha les Coves de Gairat.